# Porubszky Lajos
Porubszky Lajos (1932. február 4. –) Kossuth-díjas esztergályos, a Győri Vagon- és Gépgyár munkatársa, sztahanovista.

## Élete
1953-ban a Gépipar Kiváló Dolgozója címmel és a Szocialista Munkáért Érdeméremmel díjazták. 1954-ben megkapta a Kossuth-díj bronz fokozatát, az indoklás szerint „1953-ban a felszabadulási héten 864 százalékos átlagteljesítményt ért el. 1953-ban átlagteljesítménye 500 százalék, legnagyobb teljesítménye 1610 százalék volt.” 1954-ben és 1973-ban Kiváló Dolgozó címmel tüntették ki.
1951-től részt vett a sztahanovista mozgalomban. 1953-ig a Szabad Nép című napilap munkaversennyel kapcsolatos cikkeiben 13 alkalommal szerepelt.